# موریل سیبرت
موریل فی "میکی" سیبرت (انگلیسی: Muriel Faye "Mickie" Siebert؛ ۱۲ سپتامبر ۱۹۲۸ – ۲۴ اوت ۲۰۱۳) زن یهودی اهل ایالات متحده آمریکا بود که به عنوان نخستین زنی که در بازار بورس نیویورک صاحب صندلی شد شناخته می‌شود.